# Keresztelőmedence

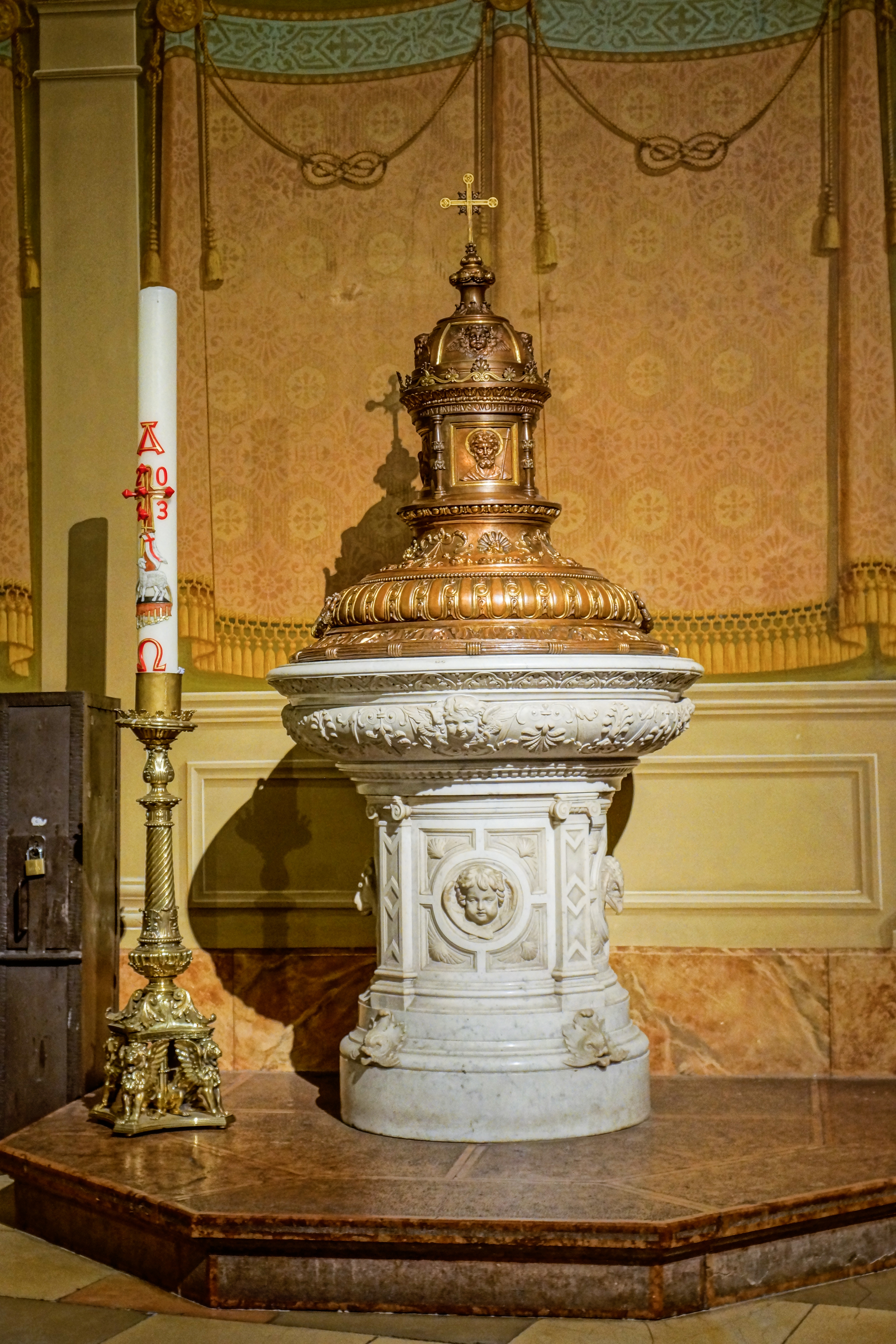
Keresztelőmedence a budapesti Szent István-bazilikában

A keresztelőmedence vagy -tál használata a középkor végén alakult ki. Manapság ez a keresztvíz fölfogására szolgáló, többnyire sárgarézből vagy ezüstből öntött vagy vert edény, aminek fenekén egy köldök alakú kiemelkedés segíti a kancsó elhelyezését. A medence fenekét és peremét jelképek és sajátos, rövidített mondatok díszítik.

## Története
Maga a „medence”, ide értve már elnevezését is, a régi, alámerítkezéssel keresztelő szertartásokra emlékeztet, és fokozatosan, a szokások változásával alakult ki a korábbi tényleges, épített medencékből.
A korai, még alámerítkezve keresztelkedő keresztények külön keresztelőkápolnákat, (baptisteriumokat) építettek a templomok mellé, és azokban valódi medencéket alakítottak ki a szertartáshoz. Ezeket a kápolnákat nagyjából az 5. századtól beépítették a templomokba, és attól fogva a templomban kereszteltek.
Az épített keresztelőmedencéknek mindig két bejárata, lépcsője volt: az egyik, amelyiken a keresztelendő beereszkedett, lerakva ruháival a régi embert és világot, a másik oldalon pedig új teremtménnyé születve kijött, hogy magára öltse a megváltottak fehér ruháját.
Az épített medence fokozatosan, a szertartással együtt egyszerűsödött – először keresztelőkúttá, majd a leöntéses kereszteléshez használt tállá.
Borromeo Szent Károly 1577-ben a templomi felszerelésekről szóló könyvében még azt írja, hogy a medence egy, a padló szintje alatt legalább három lépcsőfokkal kiképzett mélyedés – bár az ő korában ezt már ritkán töltötték fel vízzel, hogy abban alámerítéssel kereszteljenek, szimbolikus jelentése fontos maradt:
- ez Krisztus sírja, ahová a katekumenek alászállnak, hogy meghaljanak Krisztussal, és ahonnét felemelkednek, hogy föltámadjanak vele;
- egyúttal az Egyház ölét is jelképezte – a mélyedés közepén van az a keresztelőkút, amelyben a gyermekek megkeresztelésére szentelt vizet őrizték.